# Shirin in Love
Shirin in Love je americká filmová komedie z roku 2014. Jejím režisérem byl Ramin Niami, který je rovněž autorem scénáře. Spolu s Niamim byla producentkou filmu režisérova manželka Karen Robson. Niami je původem Íránec a i tento film je zasazený do íránské komunity v Los Angeles. Hlavní roli ve filmu hraje Nazanin Boniadi – ztvárňuje zde postavu jménem Shirin, která pracuje pro časopis vedený její matkou (Anahita Khalatbari).